# Lex Claudia
La Lex Claudia de senatoribus fu una legge romana approvata nel 218 a.C. su proposta del tribuno della plebe Quinto Claudio.
Essa prescriveva che nessun senatore o un figlio di un senatore potesse possedere una nave con una capacità di oltre 300 anfore.
Anche se Claudio fu il solo proponente della legge, essa fu sostenuta anche dal console Gaio Flaminio Nepote.
La legge intendeva impedire che i senatori traessero profitto dal commercio all'estero, mentre era interesse della plebe che i senatori non beneficiassero finanziariamente delle guerre d'oltremare. Come conseguenza della legge, le famiglie senatoriali aumentarono gli investimenti nelle imprese in Italia e i senatori romani furono spinti a investire principalmente negli interessi fondiari e nell'agricoltura, mentre agli equites veniva lasciato di fatto il predominio nel commercio marittimo.
La legge rappresenta uno dei primi casi di tentativo di separare la classe dirigente dalla classe commerciale nella Repubblica romana.
Questa legge sembra ormai superata al tempo di Cicerone.